# Mali na Letnich Igrzyskach Olimpijskich 1972
Mali na Letnich Igrzyskach Olimpijskich 1972 reprezentowało 3 zawodników (wyłącznie mężczyzn). 
Był to 3. start reprezentacji Mali na letnich igrzyskach olimpijskich.

## Skład kadry

### Judo
Mężczyźni
- Raymond Coulibaly - waga średnia - 33. miejsce
- Hamadi Camara - waga półciężka - 19. miejsce

### Lekkoatletyka
Mężczyźni
- Namakoro Niaré - rzut dyskiem - 13. miejsce